# Louis Ier (prince de Monaco)
Pour les articles homonymes, voir Louis Ier.
Louis Ier, né Lodovico Grimaldi le 25 juillet 1642 à Monaco et mort à Rome le 3 janvier 1701, est le prince souverain de Monaco de 1662 à 1701.

## Biographie
Il est le fils d’Hercule Grimaldi, marquis des Baux (1623-1651), et d’Aurelia Spinola (†1670).
Petit-fils du prince Honoré II de Monaco qui, en 1641, a choisi le parti de la France contre l'Espagne, le prince Louis, né en 1642 est le filleul du roi de France dont il porte le prénom. Il devient héritier du trône à l'âge de 10 ans quand son père meurt prématurément.  
Il succède à son grand-père en 1662. Devenu prince souverain à l'âge de 20 ans, il remet en vigueur le droit de péage sur les bateaux de commerce. Quiconque passait au large de Monaco devait payer un droit de 1 % sur la cargaison.
Louis Ier est envoyé en 1699 par Louis XIV comme ambassadeur du roi de France auprès du Saint-Siège, demeurant au Palais Corsini alla Lungara. C'est dans cette fonction qu'il meurt le 3 janvier 1701.

## Mariage et enfants
Il épousa à 18 ans le 30 mars 1660 Catherine-Charlotte de Gramont (*1639 — †1678) qui, tout en défrayant la chronique, lui donne six enfants dont :
- Antoine (1661-1731), prince de Monaco ;
- François Honoré de Grimaldi (1669-1748),  archevêque de Besançon de 1723 à 1732 ;
- Anne Hyppolite (*1667 — †1700) épouse de Jean-Charles de Crussol, duc d'Uzès, fils d'Emmanuel II de Crussol duc d'Uzès et Marie-Julie de Sainte-Maure de Montausier ;

## Armoiries
| Blason | Blasonnement : Fuselé d'argent et de gueules. |